# گلدن هیلز (کالیفرنیا)
گلدن هیلز (به انگلیسی: Golden Hills) یک منطقهٔ مسکونی در ایالات متحده آمریکا است که در شهرستان کرن، کالیفرنیا واقع شده‌است. گلدن هیلز ۳۱٫۷۷۱ کیلومتر مربع مساحت و ۸٬۶۵۶ نفر جمعیت دارد و ۱٬۱۹۴ متر بالاتر از سطح دریا واقع شده‌است.